# Henry Handel Richardson
Henry Handel Richardson   (Melbourne, 3 de gener de 1870 - Fairlight, 20 de març de 1946) de nom real Ethel Florence Lindesay Richardson, va ser una escriptora australiana.

## Obres destacades
- The Getting of Wisdom (1910)
- The Fortunes of Richard Mahony (1917-29)
- Young Cosima (1939)
- The End of a Childhood (1934)
- Myself When Young (1948)